# Sideritis lasiantha
Sideritis lasiantha  es una especie de planta de la familia de las labiadas.

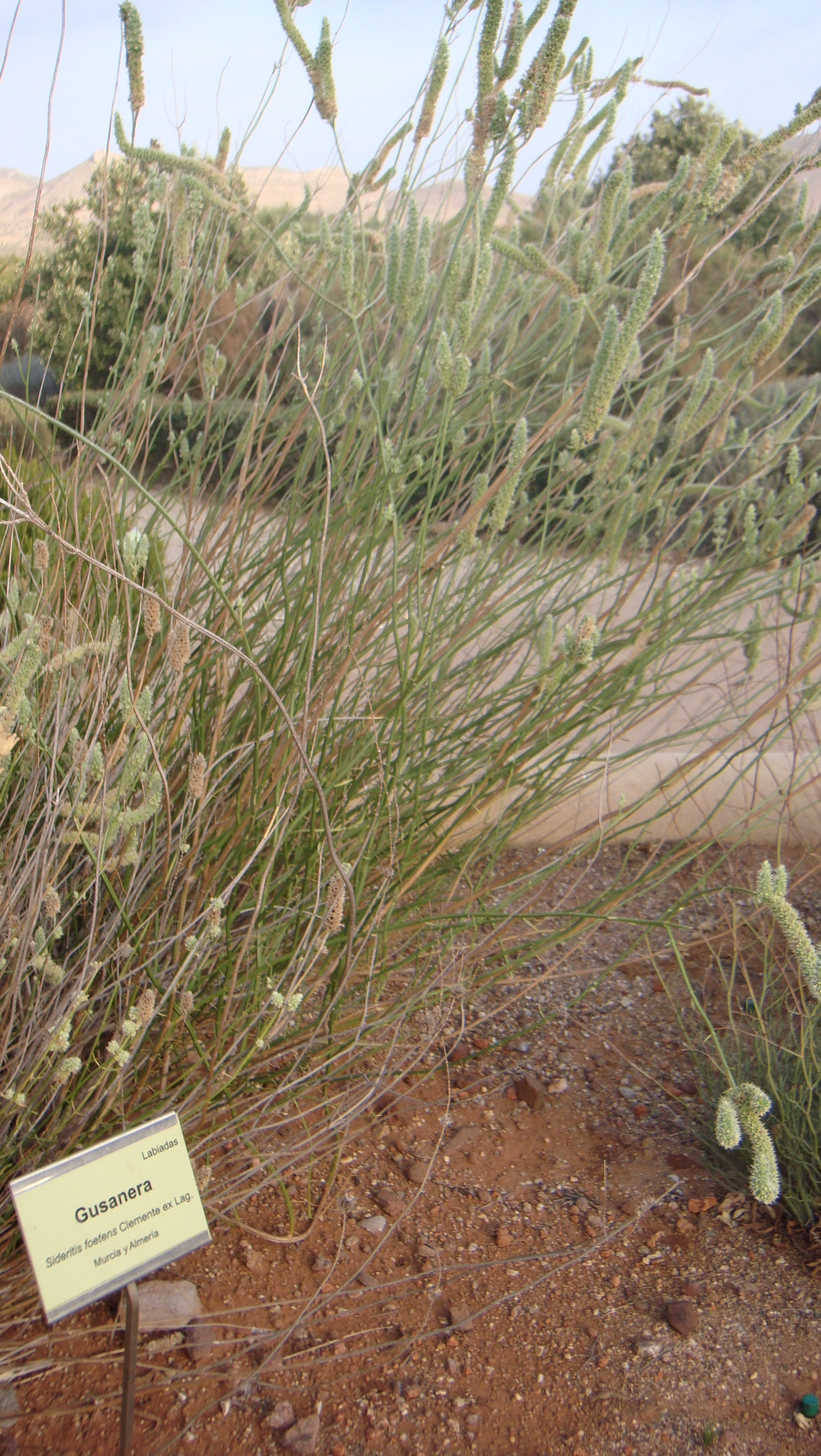
En su hábitat

## Descripción
Sufrútice que alcanza un tamaño de 30-77 cm de altura, erecta, sin estolones. Tallos junciformes, glabros en la parte inferior, pelosos en los entrenudos superiores, con caras opuestas pelosas y alternas en cada entrenudo, con pelos cortos. Hojas de 20-26 × 2-2,5 mm, lineares, lanceoladas o subobovadas, escasas, caedizas, a veces en todos los nudos, progresivamente menores hacia la parte apical, con 1-4 dientes incipientes cerca del ápice. Inflorescencia de 1,5-20 × 1,2-1,7 cm, formada por 7-28 verticilastros con 2-6 flores cada uno, espiciforme, compacta, cilíndrica, ± larga, raramente interrumpida, a veces compuesta, punzante debido a las brácteas y al cáliz subespinosos, con frecuencia verde, con los dientes color pajizo. Brácteas de 6-8 × 8,5-12,2 mm, lanosas, con pelos largos, anchamente ovadas, con 5-8 dientes subespinosos de 2-2,5 mm a cada lado; a veces con pseudobrácteas. Cáliz 6-7 mm, campanulado, con dientes sub - iguales, subespinosos, amarillentos, lanosos, con glándulas esferoidales amarillas, con anillo interno de pelos (carpostegio), con corona de pelos largos en la base de los dientes. Corola de unos 6 mm, que apenas sobresale del cáliz; labio superior dividido, a veces color púrpura por dentro, algo peloso, labio inferior con 3 lóbulos, pelosa por fuera, amarilla. Núculas 1,3-1,5 × 1,6-2,2 mm, de ovoides a subtrígonas, agudas, de ligeramente reticulado-estriadas a granulosas, obscuras. 2n = 24, 30; n = 15.

## Distribución y hábitat
Se encuentra en  matorrales en substratos básicos, margosos, esquistosos o calizos, en suelos pedregosos; a una altitud de 230-1800 metros en el sureste de España, en las Provincias de Murcia y Almería.

## Taxonomía
Sideritis lasiantha fue descrita por  Antoine-Laurent de Jussieu ex Christiaan Hendrik Persoon y publicado en Synopsis Plantarum, vol. 2, p. 117 en 1806.
Etimología
Sideritis: nombre genérico que deriva del griego "sideritis" y que puede ser traducido literalmente como "el que es o tiene hierro". La planta era conocida por los antiguos griegos, específicamente Dioscórides y Teofrasto. A pesar de que Dioscórides describe tres especies, sólo una (probablemente S. scordioides) se cree que se refiere a sideritis. En la antigüedad sideritis era una referencia genérica para plantas capaces de la curación de heridas causadas por armas de hierro en las batallas. Sin embargo otros sostienen que el nombre se deriva de la forma del sépalo que se asemeja a la punta de una lanza.
lasiantha: epíteto latíno que significa "inflorescencia lanosa".
Citología
Número de cromosomas de Sideritis lasiantha (Fam. Labiatae) y táxones infraespecíficos: n=15+2B. n=15+1B. 2n=30+1B. 2n=30. 2n=30+2B.
Sinonimia
- Sideritis foetens Clemente ex Lag.
- Sideritis foetens var. rivasgodayi Fern.Casas
- Sideritis juncea Cav. ex Willk. & Lange
- Sideritis phleoides Lange ex Willk. & Lange[12]